# Nummer

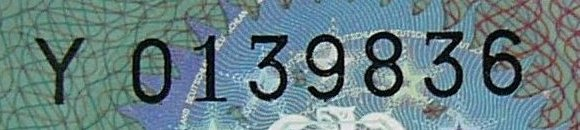
Nummer auf einem amtlichen Ausweis

Eine Nummer (lateinisch numerus für „Zahl, Anzahl Rang“; Abk. Nr., veraltet №, auch #) ist ein Identifikator, der zur Kennzeichnung und Ordnung von Objekten (Kapitel, Ausweise, Häuser, Fußballspieler …) verwendet wird. Eine Nummer besteht typischerweise aus einer Folge von Zeichen eines Zeichensatzes. Dies kann eine numerische Ziffernfolge sein, oder auch etwa eine alphanumerische, die Buchstaben und Ziffern enthalten kann.
Die Zuweisung einer Nummer beziehungsweise deren Resultat nennt man im Allgemeinen Nummerung nach DIN 6763 „Nummerung; Grundbegriffe“. Eine Nummerierung ist eine Nummerung, bei der die Zeichen entsprechend einer Reihenfolge (etwa aufsteigende Zahlen) vergeben werden.

## Etymologie
Das Substantiv Nummer stammt aus der italienischen Kaufmannssprache des 16. Jahrhunderts und wurde anfangs noch in der originalen und grammatikalisch-maskulinen Form numero verwendet, das auch dem teilweise heute noch gebrauchten Numero-Zeichen № zu Grunde liegt. Es wurde später an die deutsche Schriftsprache angeglichen, indem erst die Endung (num-er) angepasst wurde und dann der Doppelkonsonant mm hinzukam, um die kurze Vokallänge des u zu verdeutlichen. Letztendlich geht es auf das lateinische numerus „Zahl, Anzahl; Rang“ zurück, dessen Wurzel sich im altgriechischen νέμω „zu-, aus-, verteilen“ wiederfindet, also ursprünglich als das „Zugeteilte“ verstanden werden kann.

## Vergabe von Nummern
Bei einer Nummerierung werden alle Elemente einer Menge von Objekten mit (in der Regel fortlaufenden) Nummern versehen. Dabei kann die Nummerierung einer Eigenschaft der nummerierten Objekte (wie Größe, Form, Alter, Lokalisation) folgen, oder willkürlich erfolgen. In allen Fällen ist die Nummerierung eindeutig, so dass es sich bei Nummern um Identifikatoren handelt. Beispiele für Nummerierungen sind Hausnummern oder Rückennummern bei Mannschaftssportarten. Postleitzahlen sind ein weniger passendes Beispiel, da die Zustellbezirke und Postleitzahlen gemeinsam geschaffen wurden; bei den meisten Nummerierungen sind die Objekte dagegen schon vorhanden und werden erst mit Nummern versehen, um sich einfacher auf sie beziehen zu können. Ein wesentliches Merkmal einer Nummerierung ist, dass jede Nummer höchstens einem eindeutigen Objekt zugeordnet wird – der umgekehrte Fall, dass ein Objekt mehrere Nummern hat, ist weniger problematisch, wenn auch eher die Ausnahme.
Die vergebenen Nummern können gleichzeitig dazu dienen, Objekte in eine Reihenfolge zu bringen (Hausnummer), vergleichbare Größen anzugeben (Schuhgröße) oder anderweitig zu ordnen. Mögliche Zwecke einer Nummerierung sind also:
- Benennung (Nummern als Code)
- Identifikation (Nummern als Identifikator)
- Darstellung einer Ordnung:
  - Reihenfolge (Nummern als Ordinalzahlen und Herstellung einer Ordnungsrelation)
  - Größe (Nummern als Kardinalzahlen)
  - Klassifizierung (Nummern als Sprache mit Bedeutung)
- Versionsnummern sind Nummern aufeinander folgenden Versionen. Die Versionierung ist vor allem bei der Softwareentwicklung üblich.
- Notationen: Gliederung, Ordnung, zusätzliche Informationen
- laufende Abschnittsnummer in einem Text (Beispiele: 1.b, 5.13.2, A1.1 …): zur Gliederung
- Nummer der Ausgabe einer Zeitschrift: Reihenfolge
- Seriennummern
- Rangfolgen